# Henriette Knuth
Henriette komtesse Knuth (født 18. december 1863 på Jomfruens Egede, død 25. april 1949 i København) var en dansk adelsdame og foreningsformand, søster til Flemming Knuth.
Hun var datter af greve Julius Knuth (død 1882) og Elisabeth f. komtesse Holck-Winterfeldt (død 1917), drev skolegerning 1880-1900 og var leder af Kristelig Forening for unge Kvinder (KFUK) i København 1901-1909 og derefter landsformand for samme forening. Hun modtog Fortjenstmedaljen i guld 1921, var bestyrelsesmedlem i Det danske Missionsselskab fra 1916 og i Diakonissestiftelsen fra 1921 samt konventualinde i Gisselfeld. Hun forblev ugift.